# Music for 18 Musicians
Music for 18 Musicians – utwór należący do nurtu minimalizmu, skomponowany przez Steve’a Reicha w latach 1974-1976. Światowa premiera odbyła się 24 kwietnia 1976 roku w Town Hall, Nowym Jorku.
Music for 18 Musicians został napisany na wiolonczelę, skrzypce, dwa klarnety (obaj muzycy grają również na klarnetach basowych), cztery fortepiany, trzy marimby, dwa ksylofony, metalofony oraz cztery kobiece głosy. We wstępie do nut utworu Reich wspomniał, że nazwa Music for 18 Musicians nie nakazuje grać jej z osiemnastoma muzykami. Sugeruje nawet grać ją większą liczbą osób.
Jeśli jest grane tylko z osiemnastoma muzykami, partie utworu podzielone są na:
1. skrzypce
2. wiolonczela
3. kobiecy głos
4. kobiecy głos
5. kobiecy głos
6. fortepian
7. fortepian
8. fortepian oraz marimba
9. marimba oraz marimba
10. marimba oraz ksylofon
11. marimba oraz ksylofon
12. marimba oraz ksylofon
13. metalofony i fortepian
14. fortepian oraz marimba
15. marimba, ksylofon, oraz fortepian
16. klarnet oraz klarnet basowy
17. klarnet oraz klarnet basowy
18. kobiecy głos i fortepian